# Base Aérea de Sintra

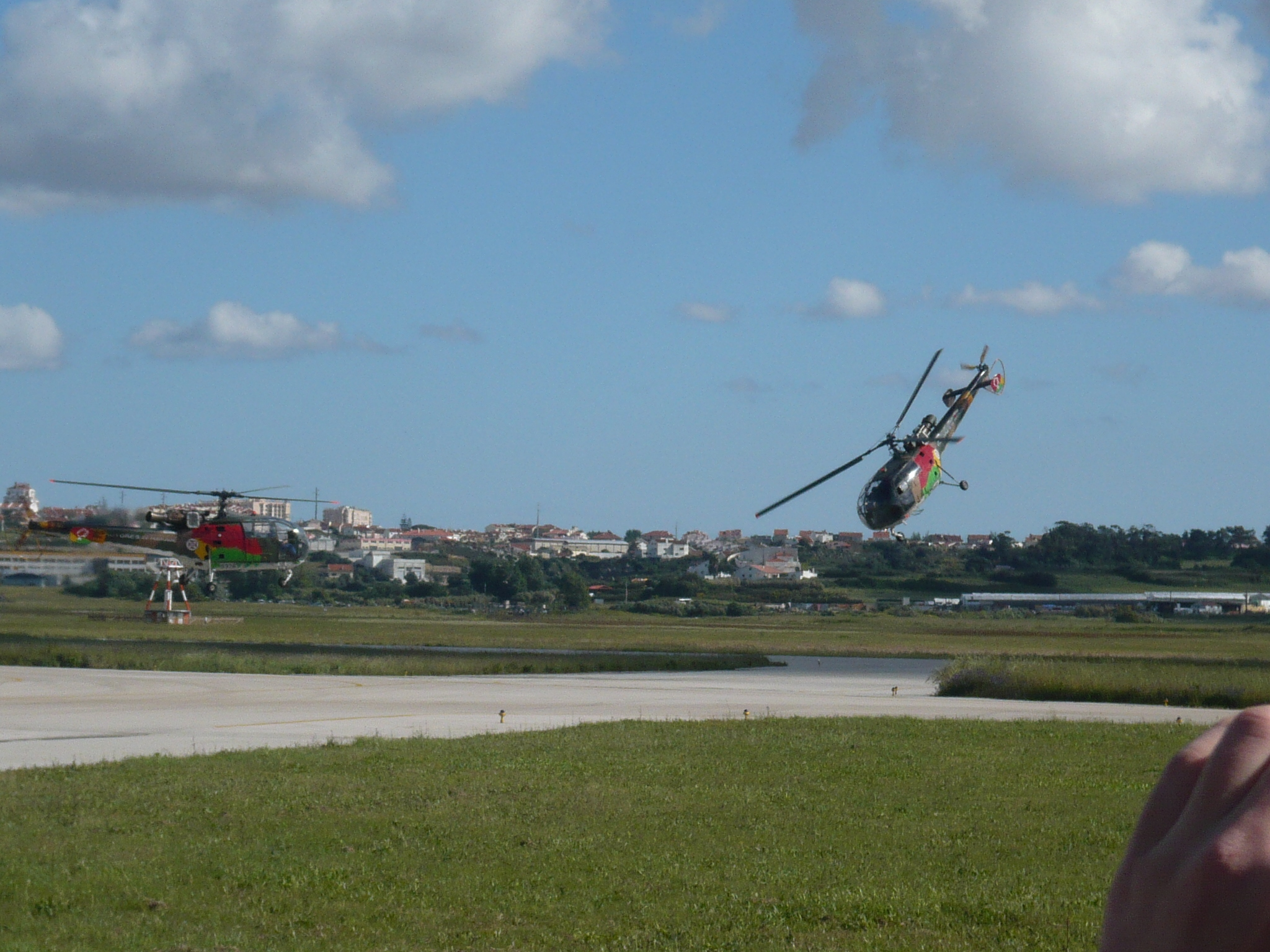
Demonstração de helicópteros na Base Aérea N.º 1

A Base Aérea de Sintra MHTE, oficialmente denominada Base Aérea N.º 1 (BA1) – base primeira da Força Aérea Portuguesa – é considerada por todos o “berço da Aeronáutica Militar em Portugal”.
É um aeródromo da Força Aérea Portuguesa situado na localidade da Granja do Marquês no concelho de Sintra.
A 8 de Maio de 2005 foi feita Membro-Honorário da Ordem Militar da Torre e Espada, do Valor, Lealdade e Mérito.
Actualmente as unidades aéreas ali estacionadas estão sobretudo vocacionadas para a instrução de Pilotos Aviadores.
No interior das instalações do complexo está localizado:
- Academia da Força Aérea
- Museu do Ar
- Centro de Estudos Aeronáuticos (CEA)

## Meios aéreos actuais
Esquadra 101 - "Roncos"
Opera as aeronaves Aérospatiale Epsilon-TB 30,  que têm como missão principal ministrar instrução elementar e básica de pilotagem, e como missão secundária executar testes de seleção em voo aos candidatos a cursos de pilotagem.
Esquadra 802 - "Águias"
Opera as seguintes aeronaves:
Schleicher ASK 21, planador bilugar de elevada performance e grande manobrabilidade que embora satisfazendo as necessidades ligadas à instrução básica está, pelas suas características, fundamentalmente vocacionado para actividades avançadas do voo à vela, ao nível de competição. É pois um planador que deve ser essencialmente utilizado para a execução de manobras acrobáticas. O ASK-21 é operado pelo Departamento de Actividades Aéreas do Corpo de Alunos da Academia da Força Aérea.
De Havilland Canada DHC-1 Chipmunk (modificado)
Avião bilugar em tandem, metálico, com trem fixo e travões hidráulicos de disco, dotados de duplo comando. Foi utilizado pela FAP para instrução elementar de pilotagem podendo, pelas suas características de voo fazer toda a acrobacia e, em boas condições meteorológicas, voo noturno e por instrumentos.
Das cerca de 30 unidades que a Força Aérea dispunha, foram seleccionadas 7 unidades que, com vista à execução de missões de reboque de planadores da AFA, foram submetidas a várias modificações, como remotorização mais potente (145 HP para 180 HP); novo bloco de travões; novo rádio; transponder; derivas antivrille e pintura original da instrução na Força Aérea, com inscrição e emblema da Academia da Força Aérea.
L-23 Super Blanik - Abatido 2014
Planador mono e bilugar, de instrução que, pela sua simplicidade e robustez, está especialmente vocacionado para a iniciação ao voo planado que é dirigida primariamente para a realização de circuitos entre a largada do reboque e a aterragem. Possui equipamento e instrumentação completa em ambos os cockpits. O L-23 Super Blanik é operado pelo Departamento de Actividades Aéreas do Corpo de Alunos da Academia da Força Aérea.